# Immersie-contrast-methode
De immersie-contrastmethode is een methode om de brekingsindex van een stof te schatten. Hierbij wordt gebruikgemaakt van een immersiebrug. Deze methode wordt vooral toegepast in de mineralogie en bij edelstenen.
Het voordeel van deze methode is:
- Men kan hoge brekingsindices schatten (een refractometer komt niet hoger dan n ≈ 1,785).
- Men kan de brekingsindex schatten van stenen die gezet zijn in bijvoorbeeld een metaal, zoals sieraden (ook dit kan meestal niet met een Refractometer).
- Men kan verschillende stenen tegelijk schatten, en men kan van een partij stenen snel zien of ze allemaal hetzelfde zijn.

## Immersievloeistoffen
De meest gebruikte immersievloeistoffen zijn:
- Di-joodmethaan, brekingsindex = 1,745
- Monobroomnaftaleen, brekingsindex = 1,658

## Werkwijze
De steen wordt in een vloeistof gedompeld met een bekende brekingsindex, in een speciaal glazen bakje, de zogenaamde immersiecel. Deze immersiecel wordt vervolgens op het matglazen plaatje van de immersiebrug geplaatst, waarboven ongeveer 1 m een lamp hangt. Men bekijkt nu het beeld in de spiegel. Daarbij zijn de volgende contrastbeelden te zien:
a. Een donkere buitenrand om de steen en lichte facetranden er binnen, indien de steen een hogere brekingsindex heeft dan de vloeistof;
b. Een witte buitenrand om de steen en donkere facetranden er binnen, indien de steen een lagere brekingsindex heeft dan de vloeistof;
Men kan de brekingsindex van de steen kan nu grof schatten door te kijken of de rand breed (bij een groot verschil in brekingsindex) of smal (bij een klein verschil) is. Zo kan men met monobroomnaftaleen kan men snel het verschil zien tussen een robijn (n = 1,76...1,77) en een rode spinel (n = 1,715).